# 香取神社 (久喜市上川崎)
香取神社（かとりじんじゃ）は、埼玉県久喜市上川崎479に所在する神社である。

## 概要
この香取神社はかつての北葛飾郡桜田村の村社の一つであった。祭礼は10月19日となっている。1914年（大正3年）4月16日に合祀が行われており、厳島社・胡録社・日枝社・香取社・天神社が集められている。
境内施設として本殿、鳥居、灯籠、力石（複数）、境内社（社内に「天満天神宮」および「香取大明神」と彫られた石碑あり）、上川崎集会所、「香取神社 天満宮　改築記念碑」と彫られた石碑、「庚申塔」と彫られた石碑、青面金剛、「第六天」と彫られた石碑、「山王大権現」と彫られた石碑、「八海山神社」と彫られた石碑、「御嶽大神」と彫られた石碑、「辨財天」と彫られた石碑、「猨田毘古太神」と彫られた石碑、水道、倉庫、防災行政無線、ブランコ、鉄棒、滑り台、ジャングルジム、オリエンテーリングのチェックポイント（Z）、杉の木、欅の木、桜の木、マキ、椿、つつじ、紫陽花、棕櫚、ヤツデ、アオキ、水仙、竹林などである。またこの香取神社は薬王院に隣接し、相互に境内地内にて往来することが可能である。
また、古くには「万作」という行事が神社の所在する上川崎で7月10日と10月19日に行われていた。これは青年団員を中心として「川崎階和倶楽部」というものを組織し、当香取神社の他、現在の幸手市の不動様や八幡様に赴くというものである。段物に、お半長右衛門・細田川・笠松峠・白桝粉屋などの曲目があり、伊勢音頭・くどきなどの手踊りがある。行事としては1931年・1932年頃（昭和6年・7年頃）より5年ほどが全盛であり、1945年頃以後（昭和20年代以後）は行われていない。